# Сучжоу (район)
Сучжоу — район міста Цзюцюань провінції Ганьсу Китайської Народної Республіки. Це було важливе місто саме по собі. Сьогодні, як резиденція адміністрації Цзюцюань, він зазвичай позначається на картах Цзюцюань. Ганьчжоу і Сучжоу (肃州).

## Назва
Сучжоу названо на честь колишньої префектури Су імперського Китаю.

## Історія
Префектура Су була створена під керівництвом Суй і перейменована в Цзюцюань під керівництвом Тан. Його місце розташування було встановлено в крайньому північно-західному куті Великої стіни біля Нефритових воріт. Іноді він був столицею провінції Ганьсу. Поряд зі своєю роллю захисту торгівлі вздовж Шовкового шляху Сучжоу був великим центром торгівлі ревенем. Старе місто було повністю зруйноване під час Першого дунганського повстання, але в 1873 році Династія Цін повернула його та швидко відбудувала.

## Адміністративний поділ
Район Сучжоу ділиться на 7 підрайонів, 14 міст, 1 селище та 3 інших.
Підрайони
| - Підрайон Дунбейцзе (东北街街道) - Підрайон Дунаньцзе (东南街街道) - Підрайон Гон'юань (工业园街道) - Підрайон Сіньчен (新城街道) | - Сібейцзе (西北街街道) - Підрайон Сінаньцзе (西南街街道) - Підрайон Югуандзюшенхуодзіді (玉管局生活基地街道) |

Міста
| - Сідун (西洞镇) - Циншуй (清水镇) - Цзунчжай (总寨镇) - Jinfosi(金佛寺镇) - Шанба (上坝镇) - Сандун (三墩镇) - Їнда (银达镇) | - Xifeng (西峰镇) - Цюаньху (泉湖镇) - Гоюань (果园镇) - Сяхецін (下河清镇) - Хуацзянь (铧尖镇) - Дундон (东洞镇) - Фенгл (丰乐镇) |

Містечка
- Містечко Хуанніпу (黄泥堡乡)

інші
- Державна ферма Xiaheqing (国营下河清农场 )
- Зона економічного та технологічного розвитку Цзюцюань (酒泉经济技术开发区)
- Основа 10 (十号基地)